# Himlingøje Sogn
Himlingøje Sogn 
ist eine Kirchspielsgemeinde (dän.: Sogn)
auf der Insel Sjælland im südlichen Dänemark.
Bis 1970 gehörte sie zur Harde Bjæverskov Herred im damaligen Præstø Amt, danach zur Vallø Kommune im Roskilde Amt, die im Zuge der  Kommunalreform zum 1. Januar 2007 in der Stevns Kommune in der Region Sjælland aufgegangen ist.
Im Kirchspiel leben 305 Einwohner. Davon sind 236 Mitglieder der Gemeinde. (Stand: 23. November 2020)
Im Kirchspiel liegt die Kirche „Himlingøje Kirke“.
Nachbargemeinden sind im Norden Valløby Sogn, im Osten Tårnby Sogn, im Südosten Hårlev Sogn und im Südwesten Vråby Sogn, ferner in der nordwestlich benachbarten Køge Kommune Herfølge Sogn.